# Silverton Casino Lodge
Silverton Casino Lodge är ett hotell och kasino i Enterprise, Nevada i Clark County i närheten av Las Vegas. Hotellet öppnade år 1994 sina dörrar och hette först Boomtown. Namnbytet till Silverton skedde 1997 efter att kasinot såldes som resultat av fusionen mellan Hollywood Park och den ursprungliga ägaren Boomtown. Komplexets tema är bergshotell vid vattnet. Vattentemat blev mera centralt efter att byggnaden 2004 renoverades. Det finns 5 600 m² av spelutrymme i kasinot och 300 rum i hotellet.
I april 2018 togs det första spadtaget för Silverton Village, ett projekt på 60 miljoner dollar som ska innehålla olika matställen och ett Hyatt Place-hotell i fem våningar med 150 rum. Hotellet skulle byggas längs Interstate 15, nära Cracker Barrel, medan butikslokaler skulle byggas vid Blue Diamond Road och Dean Martin Drive, en korsning där mer än 50 000 fordon passerar varje dag.